# Eloy Room
Eloy Victor Room (ur. 6 lutego 1989 w Nijmegen) – holenderski piłkarz z Curaçao grający na pozycji bramkarza. Od 2019 jest zawodnikiem klubu Columbus Crew.

## Życiorys

### Kariera piłkarska
Swoją karierę piłkarską Room rozpoczynał w juniorach takich klubów jak: SCE, NEC Nijmegen i Union. Następnie podjął treningi w Vitesse. W 2008 roku awansował do pierwszego zespołu Vitesse. 8 marca 2009 zadebiutował w nim w Eredivisie w przegranym 0:1 wyjazdowym meczu z FC Volendam.
W 2013 roku Room został wypożyczony z Vitesse do Go Ahead Eagles. Swój debiut w klubie z Deventer zaliczył 4 sierpnia 2013 w zremisowanym 1:1 wyjazdowym meczu z FC Utrecht. W Go Ahead Eagles spędził rok.
W 2014 roku Room wrócił do Vitesse. W sezonach 2014/2015 i 2015/2016 był jego podstawowym bramkarzem. W 2017 roku przeszedł do PSV Eindhoven.
9 lipca 2019 podpisał kontrakt z amerykańskim klubem Columbus Crew, bez odstępnego.

### Kariera reprezentacyjna
W reprezentacji Curaçao Room zadebiutował 5 czerwca 2015 w wygranym 1:0 towarzyskim meczu z Trynidadem i Tobago.

## Statystyki

### Klubowe
Stan na 25 kwietnia 2020
| Sezon   | Klub            | Kraj              | Rozgrywki           | Mecze | Gole |
| ------- | --------------- | ----------------- | ------------------- | ----- | ---- |
| 2008/09 | SBV Vitesse     | Holandia          | Eredivisie          | 3     | 0    |
| 2009/10 | SBV Vitesse     | Holandia          | Eredivisie          | 3     | 0    |
| 2010/11 | SBV Vitesse     | Holandia          | Eredivisie          | 33    | 0    |
| 2011/12 | SBV Vitesse     | Holandia          | Eredivisie          | 2     | 0    |
| 2012/13 | SBV Vitesse     | Holandia          | Eredivisie          | 2     | 0    |
| 2013/14 | Go Ahead Eagles | Holandia          | Eredivisie          | 20    | 0    |
| 2014/15 | Vitesse         | Holandia          | Eredivisie          | 27    | 0    |
| 2015/16 | Vitesse         | Holandia          | Eredivisie          | 34    | 0    |
| 2016/17 | Vitesse         | Holandia          | Eredivisie          | 33    | 0    |
| 2017/18 | PSV Eindhoven   | Holandia          | Eredivisie          | 3     | 0    |
| 2017/18 | Jong PSV        | Holandia          | Eerste divisie      | 14    | 0    |
| 2018/19 | PSV Eindhoven   | Holandia          | Eredivisie          | 0     | 0    |
| 2019    | Columbus Crew   | Stany Zjednoczone | Major League Soccer | 12    | 0    |
| 2020    | Columbus Crew   | Stany Zjednoczone | Major League Soccer | 2     | 0    |